# Manilkara fasciculata
Manilkara fasciculata är en tvåhjärtbladig växtart som först beskrevs av Otto Warburg, och fick sitt nu gällande namn av Herman Johannes Lam och Maas Geest. Manilkara fasciculata ingår i släktet Manilkara och familjen Sapotaceae. Inga underarter finns listade i Catalogue of Life.